# Truffe
Truffe è un film del 2007 diretto da Kim Nguyen.
Concluso nel maggio 2007, uscì nelle sale il 22 agosto 2008. È stato presentato al Festival du nouveau cinéma in Québec tra il 10 ed il 21 ottobre 2007.
La pellicola è stata interamente realizzata in bianco e nero e girata in francese. Il film è prodotto da Studios Shen e distribuito a cura di Christal Films.

## Trama
Montréal, 2017. Il riscaldamento climatico ha causato, nel sottosuolo della metropoli ed in special modo in un quartiere definito, l'apparizione e la condizione climatica ottimale per la proliferazione di interi giacimenti di tartufi, i funghi "neri" più cari al mondo. Come altri residenti del quartiere di Hochelaga-Maisonneuve, Charles et Alice, proprietari di un'azienda agricola, cercano di trarre il maggior guadagno possibile da questa situazione. Poco a poco però il mercato diviene saturo di tartufi e dalla corsa al nuovo oro, si torna alla miseria. Una compagnia di colli di pellicce cercherà in tutti i modi di prendere il controllo dell'industria di funghi attaccando la gente del quartiere.

## Produzione
Il film è stato girato in soli 22 giorni con un budget di soli 1,2 milioni di dollari.

## Colonna sonora
La colonna sonora del film dal titolo I Put a Spell on You è interpretata da Betty Bonifassi e remixata da DJ Champion.